# Quinton de Kock
Quinton de Kock (* 17. Dezember 1992 in Johannesburg, Südafrika) ist ein südafrikanischer Cricketspieler, der seit 2012 für die südafrikanische Nationalmannschaft spielt.

## Kindheit und Ausbildung
De Kock besuchte die King Edward VII High School in Johannesburg. Mit 16 Jahren gab er sein Debüt für Gauteng und war Teil des südafrikanischen Teams beim ICC U19-Cricket-Weltmeisterschaft 2012.

## Aktive Karriere

### Beginn der Karriere
De Kock gab sein Debüt im ODI- und Twenty20-Cricket für die Nationalmannschaft bei der Tour gegen Neuseeland zum Jahreswechsel 2012/13. Sein erstes ODI-Century konnte er im November 2013 mit 112 Runs für 135 Bällen gegen Pakistan erreichen. Bei der folgenden Tour gegen Indien konnte er dann in allen drei ODIs jeweils ein Century erreichen (135 Runs (121 Bälle), 106 (118) und 101 (120)), wofür er zwei Mal als Spieler des Spiels und abschließend als Spieler der Serie ausgezeichnet wurde. Im Februar 2014 gab er gegen Australien sein Test-Debüt. Daraufhin wurde er für den ICC World Twenty20 2014 in Bangladesch nominiert, wobei seine beste Leistung 29 Runs gegen England waren. Im November 2014 auf der Tour in Australien erzielte er mit 107 Runs aus 123 Bällen ein ODI-Century und wurde dafür als Spieler des Spiels ausgezeichnet. Zum Jahreswechsel 2014/15 zog er sich bei einem Test gegen die West Indies einen Bänderriss zu. Da die kommende Weltmeisterschaft gefährdet war, wurde seine Rehabilitation gekürzt. Beim Cricket World Cup 2015 konnte er im Viertelfinale ein Fifty über 78* Runs gegen Sri Lanka erzielen und so den Halbfinaleinzug sichern, wo Südafrika gegen Neuseeland unterlag.
Die Saison 2015/16 begann mit einer Tour in Indien, bei der de Kock zwei Centuries (103 (118) und 109 (87)) erzielte. Im Februar 2016 bei der Tour gegen England gelang ihm zunächst mit 129* Runs aus 128 Bällen sein erstes Test-Century. In der folgenden ODI-Serie konnte er noch zwei weitere (138* (96) und 135 (117)) hinzufügen und wurde in beiden Spielen als Spieler des Spiels ausgezeichnet. Beim ICC World Twenty20 2016 war er der erfolgreichste Schlagmann seines Teams und konnte gegen England ein Half-Century über 52 Runs erreichen. In der Saison 2016/17 begann er mit einem Century über 178 Runs aus 113 Bällen gegen Australien. In der folgenden Test-Serie konnte er ein weiteres über 104 Runs aus 143 Bällen erreichen. Im neuen Jahr konnte er dann gegen Sri Lanka ebenfalls ein Test- (101 (124)) und ODI-Century (109 (87)) erzielen. Gegen Bangladesch im Oktober 2017 erreichte er dann ein weiteres ODI-Century über 168* Runs aus 145 Bällen und er wurde als Spieler des Spiels ausgezeichnet.

### Aufstieg zum Kapitän und Rückzug vom Test-Cricket
Das Jahr 2019 begann mit einem Century über 129 Runs aus 138 Bällen im dritten Test gegen Pakistan, wofür er als Spieler des Spiels ausgezeichnet wurde. Im März 2019 konnte er gegen Sri Lanka ein Century über 121 Runs aus 108 Bällen erreichen und positionierte sich so nach einem schwächeren Jahr 2018 für die kommende Weltmeisterschaft. Beim Cricket World Cup 2019 konnte er in der Vorrunde gegen Gastgeber England und Afghanistan jeweils ein Half-Century über 68 Runs erzielen. Im Oktober 2019 folgre ein Century über 111 Runs aus 163 Bällen im ersten Test in Indien. Im Januar 2020 wurde er als Kapitän des ODI-Teams bestimmt und folgte damit Faf du Plessis nach. In dieser Funktion folgte die erste Tour gegen England, bei der er im ersten ODI 107 Runs aus 113 Bällen erzielte. Im Dezember 2020 wurde er dann auch vorübergehend zum Test-Kapitän benannt.
Nach einer schwierigen Zeit als Kapitän wurde er im März 2021 nach einer mentalen Pause von Temba Bavuma als ODI- und Twenty20-Kapitän ersetzt. In der Saison 2021 konnte er zunächst im ersten Test in den West Indies ein Century über 141* Runs aus 170 Bällen erreichen und wurde als Spieler des Spiels ausgezeichnet. Bei der folgenden Tour in Irland erreichte er ein ODI-Century über 120 Runs aus 91 Bällen. Daraufhin reiste er mit dem Team zum ICC Men’s T20 World Cup 2021 in die Vereinigten Arabischen Emirate. Vor dem ersten Spiel erklärte der südafrikanische Verband, dass er von allen Spielern erwartet, dass sie sich zur Unterstützung von Black Lives Matter vor dem Spiel hinknien würden. De Kock verweigerte daraufhin aus persönlichen Gründen im ersten Spiel gegen die West Indies Cricket Team aufgestellt zu werden. Nachdem dies weltweite Wellen schlug, entschuldigte er sich dafür und erklärte sich bereit in den folgenden Spielen sich hinzuknien und wurde so wieder eingesetzt. Auf der Tour gegen Indien kurz darauf erklärte er dann überraschend seinen Rückzug vom Test-Cricket, da er sich mehr um seine Familie kümmern wolle. In der ODI-Serie konnte er dann mit 124 Runs aus 130 Bällen im dritten Spiel ein Century erzielen und er wurde als Spieler des Spiels und der Serie ausgezeichnet.

## Privates
De Kock ist  seit 2016 verheiratet und hat mit seiner Frau ein Kind.